# Esentepe (Şişli)
Esentepe è una mahalle del distretto di Şişli, nella provincia di Istanbul. Si trova a ovest di Zincirlikuyu e si estende verso sud dal cimitero di Zincirlikuyu.

## Geografia fisica
Il quartiere si trova nella parte europea di Istanbul e confina con Gayrettepe e Balmumcu a sud, Mecidiyeköy e Gülbahar a ovest, Gültepe e Çeliktepe a nord e Levent a est.

## Storia
Il quartiere, il cui nucleo era formato da complessi residenziali cooperativi costituiti da edifici a due o a un piano sorti qui alla fine degli anni Cinquanta e da complessi residenziali costruiti per ufficiali militari in pensione e giornalisti negli anni Sessanta, si è formato in modo regolare nell'ambito dell'espansione di Istanbul dopo il 1960. A Esentepe si trovano soprattutto centri commerciali e grattacieli,